# Wassyl Schdanow

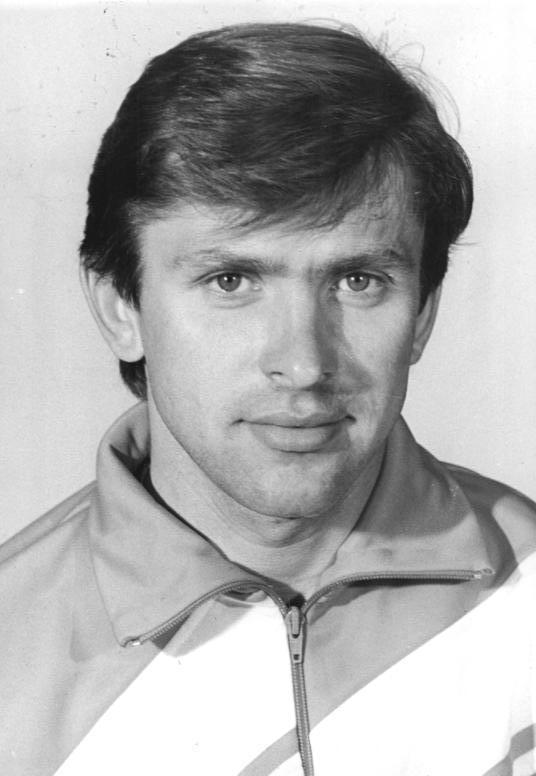
Wassyl Schdanow 1987

Wassyl Schdanow (ukrainisch: Василь Іванович Жданов; russisch Василий Иванович Жданов; * 12. Januar 1963 in Salomnoje) ist ein ehemaliger ukrainischer Radrennfahrer und späterer Trainer, der in der Sowjetunion aktiv war.
Seinen ersten bedeutenden internationalen Erfolg hatte er mit dem Sieg im Mannschaftszeitfahren bei den Meisterschaften der Armeesportler des Warschauer Paktes 1983. 1984 gewann Wassili Schdanow zwei Etappen des britischen Milk-Race und wurde Dritter der Griechenland-Rundfahrt hinter seinem Landsmann Asjat Saitow. 1985 wurde er als Teamkapitän Straßenweltmeister im Mannschaftszeitfahren über 100 Kilometer, mit Wiktor Klimow, Ihar Sumnikau und Oleksandr Sinowjew. Er startete mehrfach bei der Internationalen Friedensfahrt und gewann 1986 die zehnte Etappe sowie 1987  den Prolog. 1987 entschied er eine Etappe der Österreich-Rundfahrt für sich. Siebenmal wurde er zudem insgesamt sowjetischer Meister in den Disziplinen Mannschaftszeitfahren und Paarzeitfahren. 1988 wurde Wassili Schdanow Siebter bei den Olympischen Sommerspielen in Seoul in der Disziplin Mannschaftszeitfahren. Er fuhr mit Asjat Saitow, Wiktor Klimow und Igor Sumnikov. Er gewann das britische Milk Race.
1989 unterschrieb Schdanow einen Profi-Vertrag beim Radsportteam Alfa Lum aus San Marino; 1991/1992 fuhr er für die niederländische Mannschaft TVM–Sanyo. 1990 und 1991 bestritt Wassili Schdanow die Tour de France; er erreichte beide Male das Ziel auf den Champs Élysées, allerdings auf hinteren Plätzen. 1989 startete er beim Giro d’Italia, 1989 und 1991 bei der Vuelta a España.
Von 1994 bis 1996 war Schdanow zur Vorbereitung auf die Olympischen Spiele in Atlanta Trainer der ukrainischen Straßen-Nationalmannschaft. Bis 2010 war er in der staatlichen Sportverwaltung angestellt. Seit 2011 ist er als Assistent von Giuseppe Saronni beim Team Lampre-ISD tätig und betreut dessen ukrainische Fahrer.

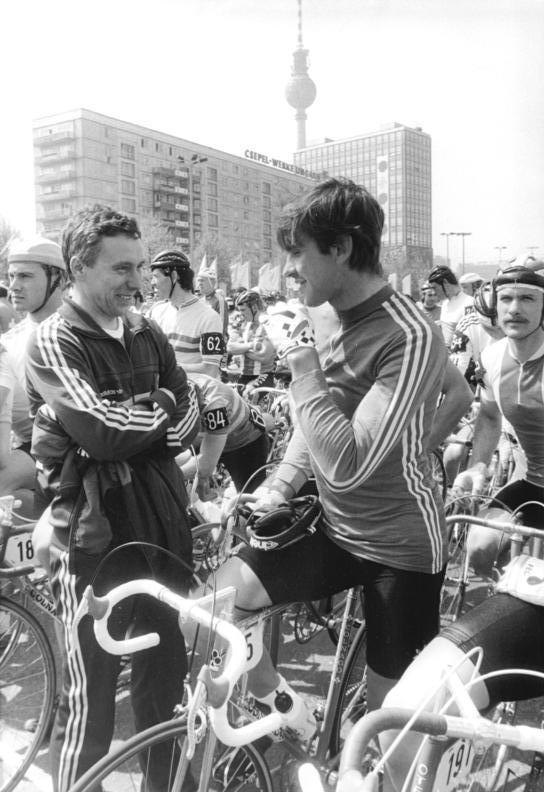
Start der Friedensfahrt 1987, rechts: Wassili Schdanow, links: der sowjetische Trainer Alexander Gusjatnikow
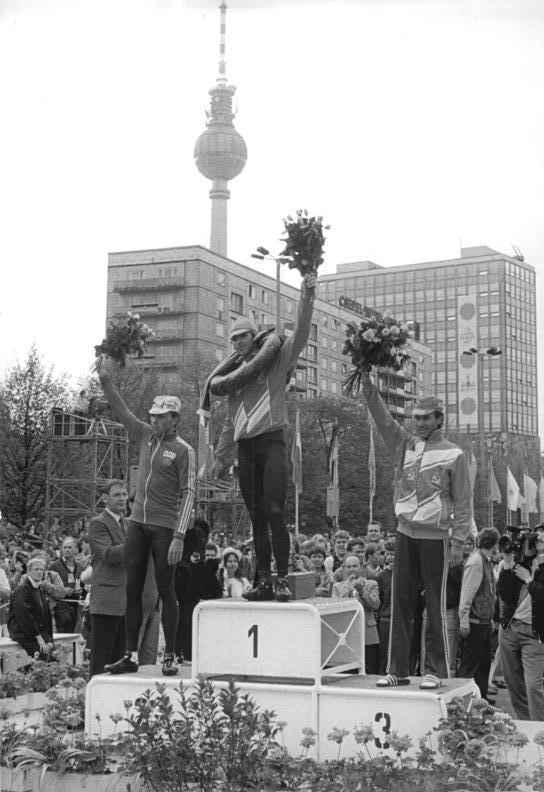
Siegerehrung zum Prolog 1987; links: Uwe Ampler, Mitte: Wassili Schdanow, rechts: Pēteris Ugrjumovs